# シシリーの黒い霧
『シシリーの黒い霧』（シシリーのくろいきり、原題：Salvatore Giuliano）は、1962年制作のイタリアの映画。
20世紀半ば、シシリー島（シチリア）で義賊として活躍しながら殺害されたサルヴァトーレ・ジュリアーノの死の謎を描いた映画。フランチェスコ・ロージ監督。

## あらすじ

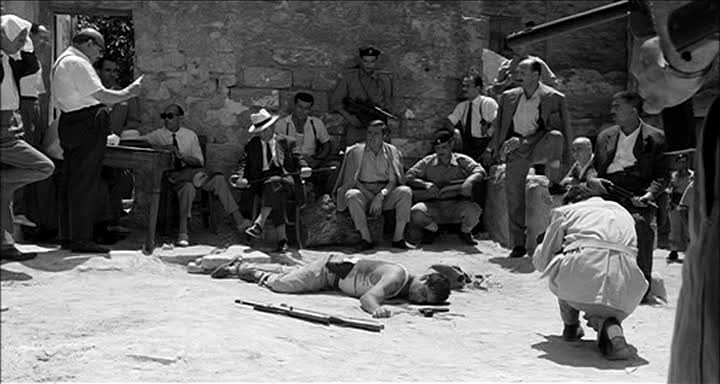
映画の一シーン

1950年、シシリー島（シチリア島）のある民家の中庭でサルバトーレ・ジュリアーノという男が射殺された。
彼の死をめぐる裁判では、彼の片腕だったピショッタが裁かれ、それを通して、第二次世界大戦末期から終戦後の時期にかけての、ジュリアーノとシチリア独立義勇軍、マフィアなどとをめぐる、奇々怪々な当時の情勢が明るみに出てくる。

## キャスト
- ピショッタ：フランク・ウォルフ
- サルヴォ・ランドーネ

## 評価
- 第12回ベルリン国際映画祭（1962年）銀熊賞 (監督賞)受賞（フランチェスコ・ロージ）[1]
- 1963年度ナストロ・ダルジェント賞[2]
  - ナストロ・ダルジェント最優秀作品監督賞受賞（フランチェスコ・ロージ）
  - ナストロ・ダルジェント作曲賞受賞（ピエロ・ピッチオーニ）
  - ナストロ・ダルジェント撮影賞（白黒）受賞（ジャンニ・ディ・ヴェナンツォ）

また、マーティン・スコセッシは、2013年に発表した自分が選んだベスト映画12の1つに本作を選んでいる。